# Фьорано-аль-Серио
Фьорано-аль-Серио (итал. Fiorano al Serio) — коммуна в Италии, располагается в регионе Ломбардия, подчиняется административному центру Бергамо.
Население составляет 2902 человека, плотность населения составляет 2902 чел./км². Занимает площадь 1 км². Почтовый индекс — 24020. Телефонный код — 035.
Покровителем коммуны почитается святой Георгий, празднование 23 апреля, и святой Меркуриал (San Mercuriale). 